# Neustupov

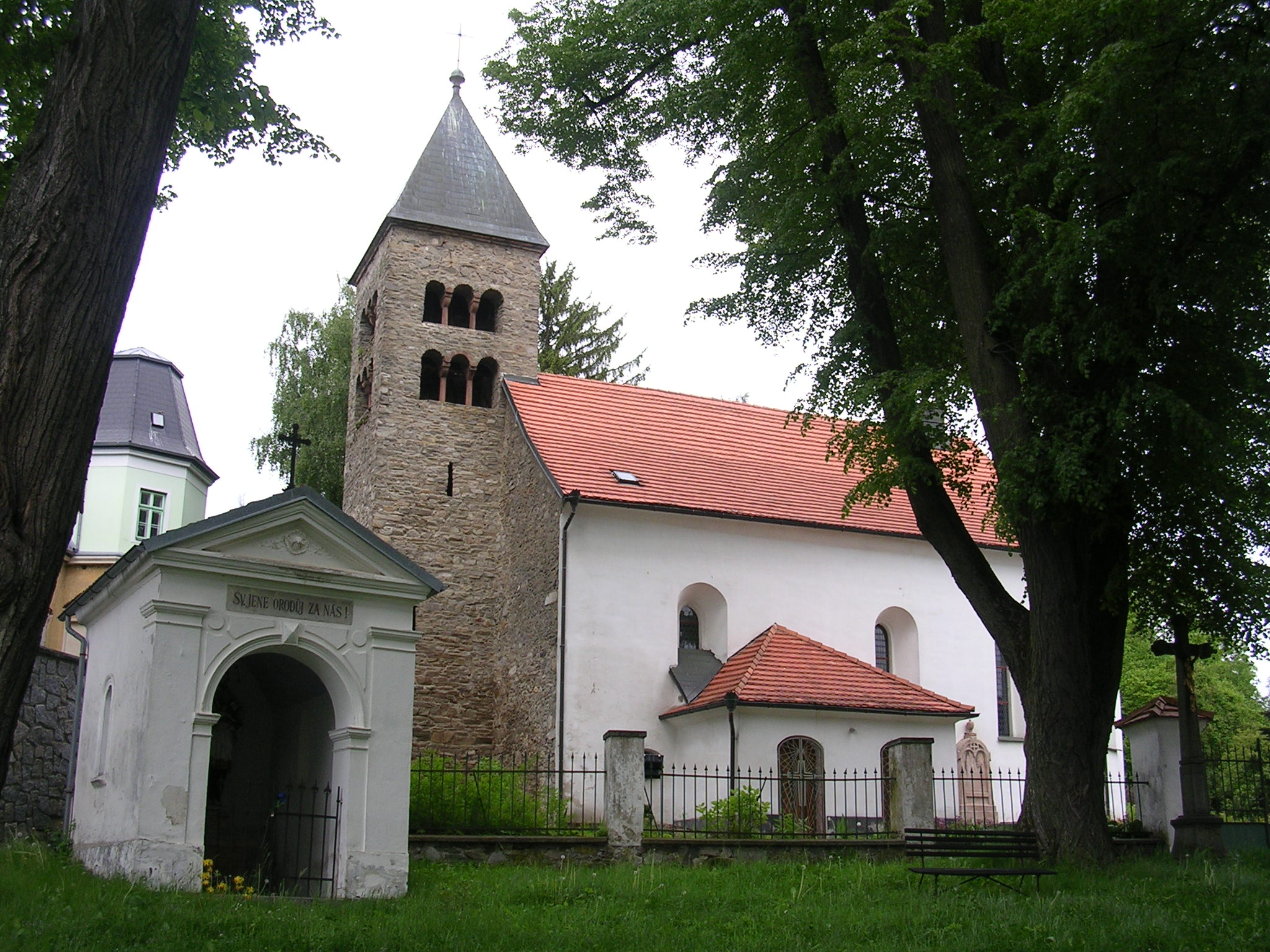
Kirche Mariä Himmelfahrt

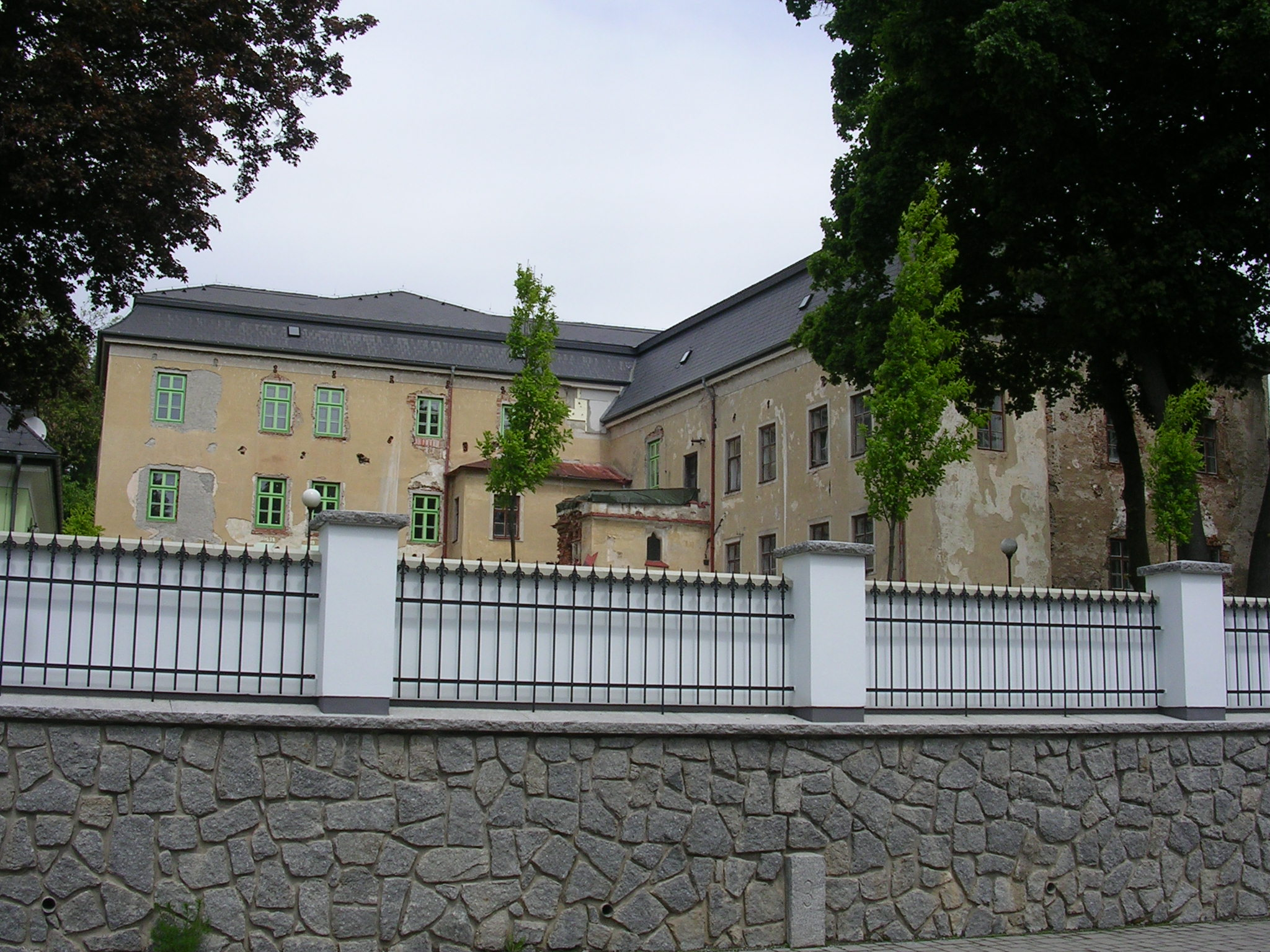
Schloss

Neustupov (deutsch Neustupow) ist ein Městys in Tschechien. Er liegt 17 Kilometer südwestlich von Vlašim und gehört zum Okres Benešov.

## Geographie
Neustupov befindet sich in der Středočeská pahorkatina in einem Landstrich, der als Česká Sibiř (Böhmisches Sibirien) bezeichnet wird. Südwestlich erhebt sich der Mezivrata (713 m), auf dessen Gipfel der Sendeturm des Fernsehsenders Votice steht.
Nachbarorte sind Otradovice und Broumovice im Norden, Vlčkovice im Nordosten, Svojšice und Slavín im Osten, Bořetice im Südosten, Vrchy und Záhoříčko im Süden, Podlesí im Südwesten, Buchov und Hory im Westen, Kloboučníkov, Větrov und Černý Les im Nordwesten.

## Geschichte
Die Feste Neustupov, der der Sitz der Vladiken von Neostupa war, entstand wahrscheinlich im 9. Jahrhundert. Als Entstehungszeit der Ansiedlung Neostupov wird das 11. bzw. 12. Jahrhundert angenommen. Die erste schriftliche Erwähnung findet sich in einer Urkunde Herzog Friedrichs von 1185.
Nach den Vladiken von Neostupa gehörten u. a. die Geschlechter von Soběšín, Vidlák von Slavkov und die Kaplirz de Sulewicz zu den Besitzern des Ortes. Kaspar Cappleri de Sulewicz wurde 1621 auf dem Altstädter Ring in Prag hingerichtet. 1654 erwarb der kaiserliche Kammerherr und Geheimrat Franz Eusebius von Pötting den Ort. Er förderte die Entwicklung von Neustupov. Leopold I. erhob Neustupow 1666 zum Marktflecken und erteilte das Privileg zur Führung eines Stadtwappens. 1681 kaufte Karl Ernst Freiherr von Bissingen Neustupow. Er verlieh dem Ort das Privileg zur Abhaltung von vier Jahrmärkten. Im Jahre 1809 erwarb die Familie Rombald Neustupov.
Nach der Aufhebung der Patrimonialherrschaften bildete Neustupov ab 1848 eine Marktgemeinde im Bezirk Seltschan. 1890 hatte Neustupov 771 Einwohner. 1892 erwarben die Grafen von Aichelburg die Allodialherrschaft Neustupov mit Bořetice. Die Aichelburger erwarben sich Verdienste um die Entwicklung des Ortes und waren auch bei der Bevölkerung beliebt.
Nach dem Zweiten Weltkrieg kam der Ort zum Okres Votice. Am 1. Jänner 1961 erfolgte dessen Auflösung und die Umgliederung zum Okres Benešov. 1980 wurden Broumovice und Jiřetice eingemeindet. Seit dem 10. Oktober 2006 besitzt Neustupov den Status eines Městys.

## Ortsgliederung
Der Městys Neustupov besteht aus den Ortsteilen Barčov (Bartschow), Bořetice (Borschetitz), Broumovice (Bromowitz), Chlistov (Chlistow), Dolní Borek (Unter Borek), Hojšín (Hoischin), Jiřetice (Jirschetitz), Královna, Neustupov (Neustupow), Podlesí (Podles), Sedlečko (Sedletschko), Slavín (Slawin), Vlčkovice (Wiltschkowitz), Vrchy (Werch), Záhoříčko (Sahortschitsch), Zálesí (Sales) und Žinice (Schinitz) sowie den Ansiedlungen Nové Dvory, Nové Mlýny, Vysoké Záhoří und der Ferienhaussiedlung Věcov.

## Sehenswürdigkeiten
- Kirche Mariä Himmelfahrt, seit 1350 Pfarrkirche
- Schloss Neustupov
- jüdischer Friedhof, nordwestlich des Ortes
- Pfarrhaus
- Grablege der Grafen von Aichelburg

## Persönlichkeiten
- Anna Jordánová (1877–1948), Opernsängerin
- Josef Rosenzweig-Moir (1887–1944), Dichter, Schriftsteller und Rechtsanwalt, NS-Opfer